# Jean Baruzi
Jean Urbain Jacques Baruzi (* 9. Juli 1881 in Paris; † 20. März 1953 ebenda) war ein französischer Religionshistoriker, Philosoph und Hochschullehrer, Fachmann für Leibniz, Paulus von Tarsus, Angelus Silesius und für Johannes vom Kreuz.

## Leben
Jean Baruzi studierte an der École Normale Supérieure in Paris. Seit 1924 war er Doktor der Literatur und lehrte Philosophie am Collège Stanislas und an der Faculté des lettres. Alfred Loisy wurde auf ihn aufmerksam durch seine Doktorarbeit Saint Jean de la Croix et le problème de l’expérience mystique.
Baruzi vertrat Loisy zwischen 1926 und 1931 am Collège de France. Nach dessen Tod übernahm er einen Lehrstuhl für Religionsgeschichte, der im akademischen Jahr 1933–1934 an dieser Einrichtung eingerichtet wurde. Zu seinen Schülern gehörten u. a. Jacques Lacan, Henry Corbin und Louis Leprince-Ringuet.

## Veröffentlichungen (Auswahl)
- Leibniz et l’organisation religieuse de la terre, d’après des documents inédits, Paris, Alcan, 1907 Prix Bordin der Académie française
- Leibniz. Mit vielen unveröffentlichten Texten, Bloud, Paris 1909.
- Saint Jean de la Croix et le problème de l’expérience mystique. Dissertation. Alcan, Paris 1924; neu aufgelegt und erweitert Vorlage, 1931; Prix Montyon der Académie française 1925
- Philosophie générale et métaphysique. Alcan, Paris 1926.
- Le Problème moral. Alcan, Paris 1926.
- Problèmes d’histoire des religions. Alcan, Paris 1935.
- Création religieuse et pensée contemplative. Éditions Aubier-Montaigne, Paris 1951.
- L’Intelligence mystique, Sammlung von Artikeln, hrsg. von Jean-Louis Vieillard-Baron, Berg international, Paris 1985. ISBN 2-90026940-7
- Lettres de Marcel Bataillon à Jean Baruzi, autour de l’hispanisme. Korrespondenz hrsg. von Simona Munari, Verlag Nino Aragno, Turin 2005.